# Ignacio Vicens
Ignacio Vicens Hualde (Madrid, 21 de diciembre de 1949) es un arquitecto español y catedrático emérito de Proyectos en la Escuela Técnica Superior de Arquitectura de Madrid ETSAM (Universidad Politécnica de Madrid).

## Trayectoria
Empezó estudiando Derecho, pero tras tres años de carrera descubrió su pasión por la arquitectura, y comenzó a estudiar en la ETSAM sin haber dado nunca dibujo o cálculo. Sus maestros fueron Francisco Javier Sáenz de Oiza y, sobre todo, Javier Carvajal Ferrer, quien le dio la oportunidad de empezar la docencia en la escuela. Terminó la carrera en 1976. Cuando su maestro se retiró de la vida académica, Vicens consiguió su cátedra de proyectos.
Tiene un estudio de arquitectura, que comparte con su exalumno José Antonio Ramos desde 1984.
Entre sus obras destacan el edificio de la Facultad de Comunicación de la Universidad de Navarra o las Iglesias de Rivas-Vaciamadrid y de Ponferrada, la Sede de Seguros Santa Lucía en la Plaza de España de Madrid, los escenarios papales en Madrid y diversas viviendas unifamiliares repartidas por toda la geografía española.
En 2004 fue el encargado de preparar la Catedral de la Almudena de Madrid con motivo de la boda del entonces príncipe Felipe de Borbón con Letizia Ortiz.

## Escenarios papales

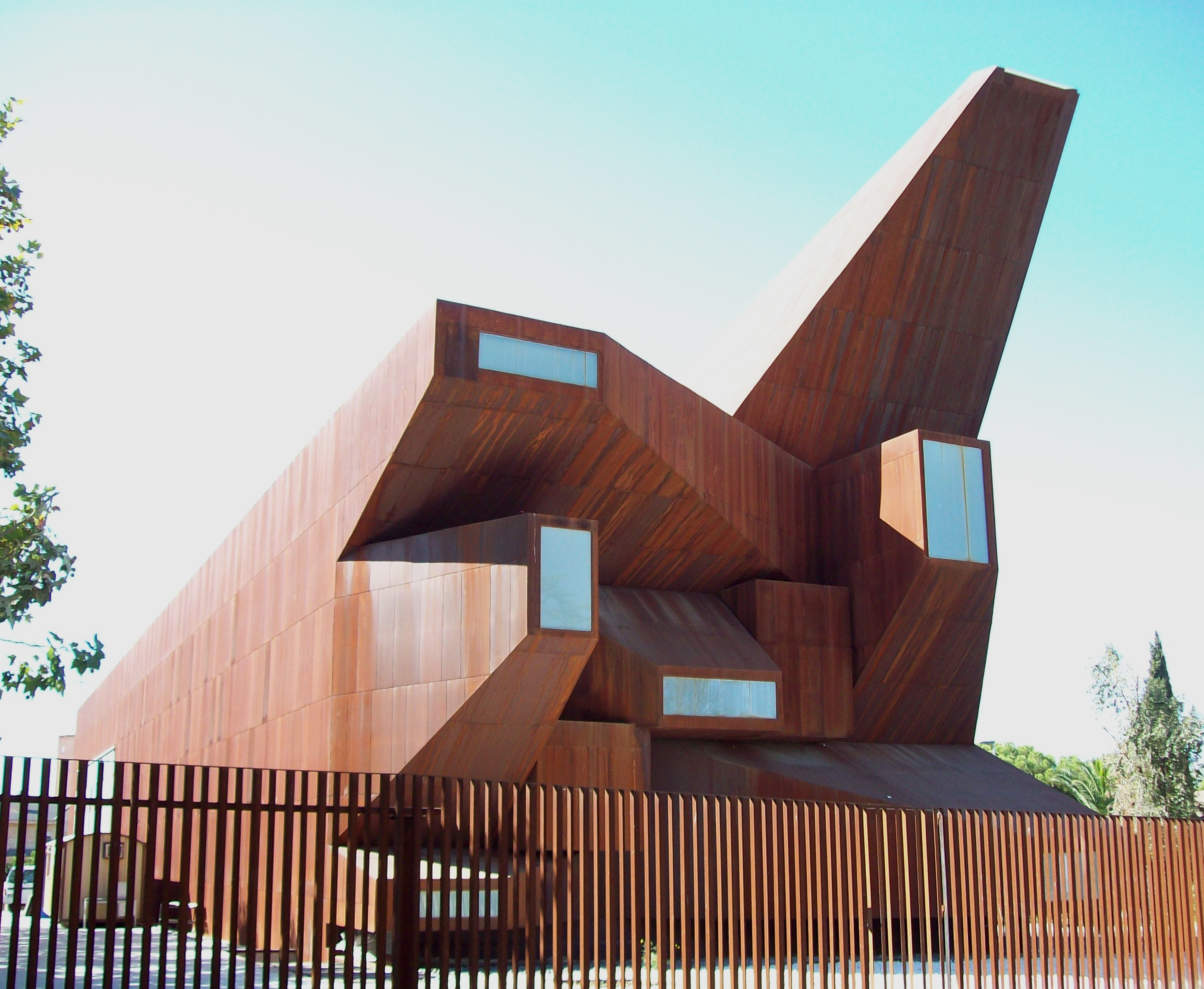
Parroquia de Santa Mónica de Rivas-Vaciamadrid, diseñada por Ignacio Vicens.

Desde 1982 Vicens ha sido el encargado de realizar las estructuras para las visitas papales a Madrid.
En 1982 construyó el escenario en el Estadio Santiago Bernabéu que acogería la visita del papa Juan Pablo II a la ciudad. En 1993 fue el encargado de diseñar el escenario de la Plaza de Colón de Madrid para la visita del pontífice. 
Con motivo de la visita de Benedicto XVI en la Jornada Mundial de la Juventud de 2011 el arzobispado de Madrid acudió de nuevo a él para la construcción de los escenarios de Cuatro Vientos, la Plaza de Cibeles y la Plaza de Colón.

## Distinciones y premios
- Comendador de la Orden de San Gregorio Magno.
- Comendador de la Orden del Mérito Civil.
- Cruz al Mérito Militar con distintivo blanco.
- Medalla de la Comunidad de Madrid.
- Premio de Investigación (1986) Colegio Oficial de Arquitectos de Madrid.
- Miembro de la Comisión de Gerencia de la Real Fundación Toledo, de la Fundación Camilo José Cela, y de la Fundación Félix Granda.